# دومينيك برونر
دومينيك برونر (بالألمانية: Dominik Brunner)‏ هو محامي وشخصية أعمال ألماني، ولد في 18 مايو 1959 في شتوتغارت في ألمانيا، وتوفي في 12 سبتمبر 2009 في Klinikum Großhadern ‏ في ألمانيا.